# 橋トンネル

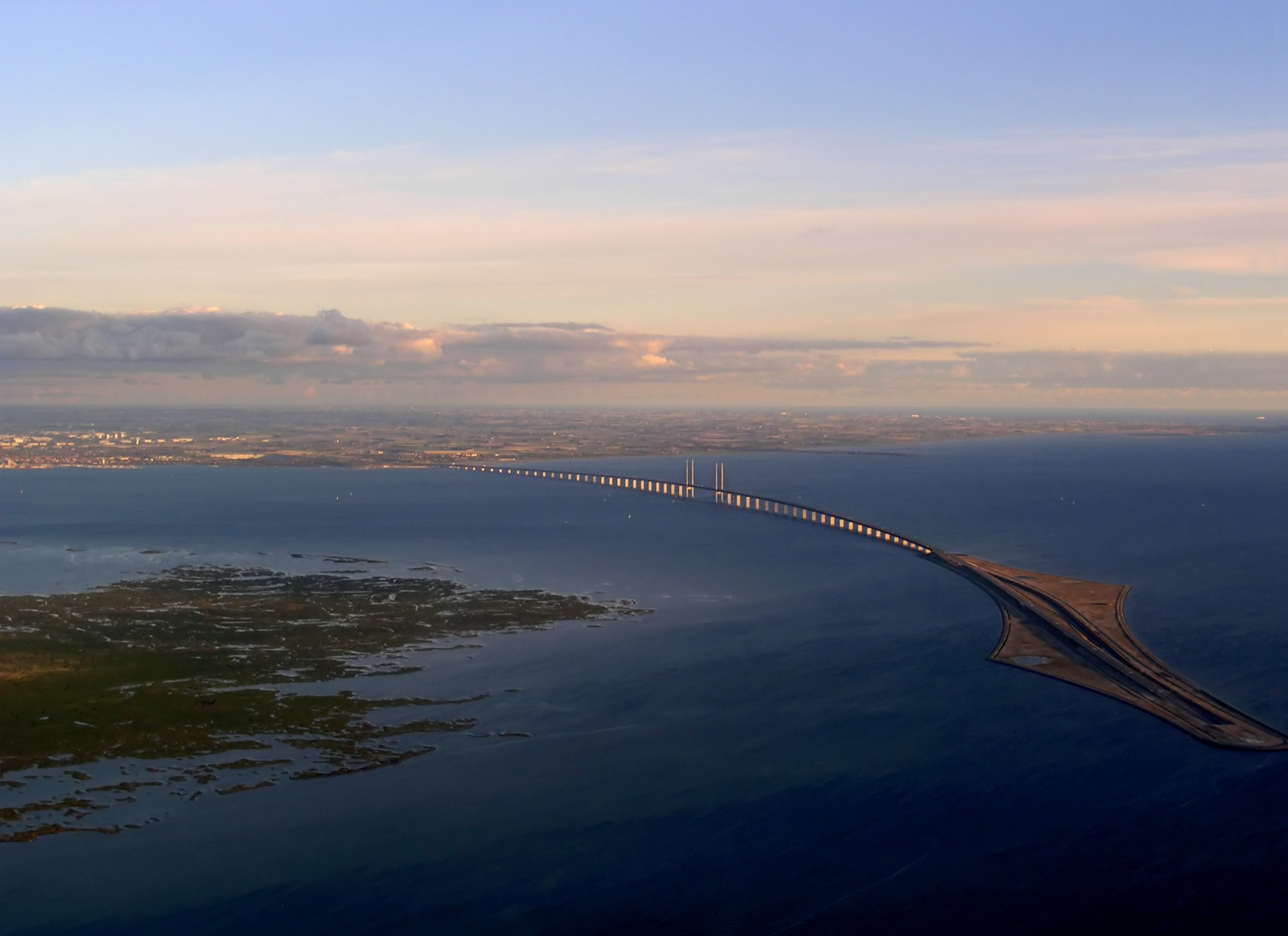
オーレスン・リンク

橋トンネル（はしトンネル、英語: Bridge–tunnel）は、橋とトンネルを組み合わせ、ときには土手道も使用して、跳ね橋やフェリーなどの断続的な接続を含まずに水域を横切る永続的で途切れのない道路・鉄道の接続である。
橋トンネルは、フェリーに代わる固定リンクの形式である。このリンクは、多くの場合、大陸間リンクまたは沖合の島々への横断リンクである。

## トンネルと橋トンネル
水路を横断する場合、一般的にトンネルは橋よりも建設費がかかる。ただし、場所によっては航行上の考慮事項により、航路を横断する際に高い橋や跳ね橋スパンの使用が制限され、トンネルの使用が必要になる場合がある。このようなトンネルの例としては、米国バージニア州ノーフォークと同州ポーツマスの間のエリザベス川の下にあるダウンタウン・トンネルとミッドタウン・トンネル、カナダのグレーター・バンクーバーにあるジョージマッシー・トンネル、香港のヴィクトリアと九龍の双子都市の間にあるビクトリア・ハーバーを潜るクロスハーバー・トンネルがある。
他の例として、より長い距離が関係する場合、橋とトンネルの組み合わせは、単一の長いトンネルよりも費用がかからず、換気が容易になる場合がある。この状況は、より経済的な跳ね橋が何らかの理由で許可されない場合に発生することがある。たとえば、米国バージニア州には、どちらもハンプトン・ローズで港を横切るハンプトン・ロード・ブリッジ・トンネル、とモニター・メリマック・メモリアル・ブリッジ ・トンネルとチェサピーク湾の河口を湾内に建設された4つの人工島を使用して進入高速道路を含めて延長37kmの建造物で2つの航路を横切るチェサピーク・ベイ・ブリッジ・トンネルがある。跳ね橋の代わりにトンネルを使用する必要があったのは、ノーフォーク海軍基地が近くにあり、チェサピーク湾がポトマック川への航路となっていて、この道路が横断する水路がワシントンD.C.へアクセスする軍の海軍作戦にとって重要であって、災害や戦争で橋が崩落して封鎖されることを予防するためである。
別の例として、スウェーデンとデンマークを結ぶオーレスン・リンクである。このリンクは7.8kmの橋、エーレスンド海峡の真ん中にある人工島、デンマークに最も近い4kmのトンネルで構成される。ここに橋を建設することができなかったのには2つの理由がある。1つはルートの経路が隣接するコペンハーゲン国際空港の滑走路の端を通過するため、飛行機の妨げにならないようにするための高さ制限が課せられていたことである。もう一つは橋の柱が海峡を塞ぐ氷のダムを助長する氷の脅威の可能性である。
東京湾アクアラインは、日本の東京湾を横断する橋トンネルである。この道路は神奈川県川崎市と千葉県木更津市を結ぶ全長14 kmの路線で、4.4 kmの橋と9.6 kmのトンネルがあり、このトンネルは世界で最も長い自動車用の水中トンネルである。東京湾は活発なシーレーンであり跳ね橋は実用的でない。
中国の揚子江最長の横断ルートは、トンネル - 橋 - 橋の複合体であり、上海長江トンネル、世界で最も長い斜張橋の1つである上海長江大橋、崇啓大橋で構成されていて、上海の河口で高架橋を接続する。G40上海 - 西安高速道路が、北岸から南岸まで2つの島を経由してこの固定リンクを通り、全長は約65kmある。